# San Cayetano (município)
San Cayetano é um partido (município) da província de Buenos Aires, na Argentina. Possuía, de acordo com estimativa de 2019, 8.766 habitantes.